# Generikum
Generika (generické léky, generické lékové ekvivalenty) jsou ekvivalenty originálních léčivých přípravků, které mohou přijít na trh po vypršení jejich patentové ochrany.
Generické léky se na trhu objevují buď jako značkové, s vlastní ochrannou známkou, nebo neznačkové, používající zjednodušený název příslušné účinné látky. Staly se součástí zdravotních systémů ve většině států a výrazně přispívají k omezení nákladů na léky a k lepší kvalitě zdravotní péče.
Při vývoji a registraci generických ekvivalentů se nejčastěji využívá principu zásadní podobnosti (essential similarity) s originálním lékem. Zásadní podobnost je založena na třech předpokladech:
- Kvalitativní a kvantitativní shoda v účinné substanci. Shoda v účinné substanci znamená, že v generickém ekvivalentu musí být účinná substance identické chemické struktury, identických fyzikálně chemických parametrů a v čistotě definované mezinárodními směrnicemi. Substance musí vyhovovat stabilitním testům a musí být vyráběna podle zásad Správné výrobní praxe. Při vývoji účinné substance velmi často dochází k optimalizaci syntetického procesu a ke vzniku vlastních procesních patentů.

- Stejná léková forma. Shoda v lékové formě znamená nejen shodu ve způsobu podávání (např. orální, injekční atd.) ale zejména v parametrech ovlivňujících biologickou dostupnost přípravku, jako je např. disoluční profil, rozpadavost, acidoresistence, řízené uvolňování účinné látky atd. Také v této oblasti přicházejí firmy vyrábějící generické ekvivalenty s řadou inovací a patentovaných postupů.

- Bioekvivalence. Z terapeutického hlediska je velmi důležité doložení bioekvivalence, což je shoda v časovém průběhu krevních hladin originálního léku a generického ekvivalentu. Bioekvivalenční studie rovněž probíhá podle přesně definovaných a mezinárodně platných pravidel.

Z hlediska konečného uživatele je důležité, že doložením zásadní podobnosti je potvrzena terapeutická ekvivalentnost a vzájemná zaměnitelnost originálního léku a příslušného generického ekvivalentu. Kvalita, bezpečnost a účinnost generického ekvivalentu se posuzuje v registračním řízení, které v ČR již řadu let probíhá podle pravidel EU. Vydáním registračního výměru je potvrzeno, že lék vyhovuje všem přísným a mezinárodně platným předpisům.

## Historie
Pojem generikum se začal objevovat v 60. letech 20. století. V Indii začal platit od roku 1972 zákon, který omezoval délky patentů, což vedlo k nárůstu produkce levných léků. Protože se v USA nedařilo schvalovat generické léky, byl roku 1984 vydán Hatch-Waxmanův zákon, který to usnadnil. V letech 2017-2018 byla Indie největším světovým exportérem generik. V EU může být patentová ochrana prodloužena i o 5 let pomocí Supplementary protection certificate (SPC). Roku 2018 bylo navrženo, aby alespoň byla umožněna výroba uvnitř EU na export, kde patentová ochrana SPC neplatí, což hlavně ovlivní Irsko.